# Хуан Ігнасіо Карраско
Хуан Ігнасіо Карраско (ісп. Juan Ignacio Carrasco; нар. 9 липня 1974) — колишній іспанський тенісист.
Найвищим досягненням на турнірах Великого шолома було 3 коло в парному розряді.

## Фінали турнірів ATP за кар'єру

### Парний розряд: 1 (0–1)
| Результат | W-L | Рік      | Турнір           | Покриття | Партнер             | Суперники                    | Рахунок       |
| --------- | --- | -------- | ---------------- | -------- | ------------------- | ---------------------------- | ------------- |
| Поразка   | 0–1 | Лют 2000 | Марсель, Франція | Тверде   | Хайро Веласко, мол. | Сімон Аспелін Юган Ландсберг | 6–7(2–7), 4–6 |

## Титули на челленджерах

### Парний розряд: (14)
| Ранг | Рік  | Турнір                 | Покриття | Партнер             | Суперники                          | Рахунок                 |
| ---- | ---- | ---------------------- | -------- | ------------------- | ---------------------------------- | ----------------------- |
| 1.   | 1993 | Сеговія, Іспанія       | Тверде   | Марк Петчі          | Роджер Сміт Мауріс Руа             | 6–2, 7–5                |
| 2.   | 1997 | Оберштауфен, Німеччина | Ґрунт    | Хорді Мас           | Ґеорґ Блумауер Андреа Гауденці     | 6–2, 7–6                |
| 3.   | 1997 | Ешпіню                 | Ґрунт    | Алекс Лопес Морон   | Алекс Калатрава Бернардо Мота      | 4–6, 6–2, 7–5           |
| 4.   | 1998 | Барлетта, Італія       | Ґрунт    | Жоан Бальсельс      | Томас Штренґберґер Душан Вемич     | 7–6, 6–3                |
| 5.   | 1998 | Брашов, Румунія        | Ґрунт    | Хайро Веласко, мол. | Томаш Цибулець Леош Фридль         | 6–4, 3–6, 6–2           |
| 6.   | 1998 | Мая, Португалія        | Ґрунт    | Хайро Веласко, мол. | Крістіан Бранді Стефен Нотебом     | 7–5, 6–4                |
| 7.   | 1999 | Хошимін, В'єтнам       | Тверде   | Хайро Веласко, мол. | Джастін Бовер Джейсон Вейр-Сміт    | 6–4, 6–4                |
| 8.   | 1999 | Безансон, Франція      | Тверде   | Хайро Веласко, мол. | Мартін Гарсія Крістіану Теста      | 6–1, 7–6(7–4)           |
| 9.   | 1999 | Каїр, Єгипет           | Ґрунт    | Хайро Веласко, мол. | Алекс Лопес Морон Альберт Портас   | 6–7(6–8), 6–4, 7–6(7–5) |
| 10.  | 1999 | Андорра                | Тверде   | Хайро Веласко, мол. | Скотт Гамфріс Петер Нюборґ         | 7–5, 7–6(9–7)           |
| 11.  | 2001 | Мая, Португалія        | Ґрунт    | Д'ялмар Сістерманс  | Емануел Коуту Бернардо Мота        | 7–5, 3–6, 7–5           |
| 12.  | 2001 | Кальярі, Італія        | Ґрунт    | Алекс Лопес Морон   | Марк Лопес Таррес Фернандо Вісенте | 6–2, 4–6, 6–4           |
| 13.  | 2001 | Барселона, Іспанія     | Ґрунт    | Алекс Лопес Морон   | Франтішек Чермак Давід Шкох        | 6–4, 6–1                |
| 14.  | 2003 | Барселона, Іспанія     | Ґрунт    | Маріано Дельфіно    | Енцо Артоні Серхіо Ройтман         | 7–5, 6–3                |